# Echo & the Bunnymen
Echo & the Bunnymen är ett brittiskt postpunkband bildat i Liverpool 1978 och bestod då av sångaren Ian McCulloch, gitarristen Will Sergeant och en trummaskin som bandet påstås ha kallat "Echo!". Inför sin första spelning i slutet av 1978 utökades bandet med Les Pattinson (basgitarr) och efter att ha gett ut några singlar 1979 byttes "Echo!" ut mot trummisen Pete de Freitas. När bandet nu var fulltaligt släppte man sitt debutalbum, Crocodiles (1980). Efter ytterligare fyra släppta album beslöt Ian McCulloch 1988 sig för en solokarriär, trots det fortsatte de övriga medlemmarna några år till.
Pete de Freitas dog i en motorcykelolycka 1989.
Gruppen återbildades 1997 då de släppte Evergreen.
Våren 1985 gjorde de en turné i Skandinavien där de spelade egna låtar samt covers såsom "Paint it Black", "Run Run Run", "Frictions", med flera.
Gruppen har blivit stilbildande för generationer av gitarrbaserade band såsom  Oasis och Coldplay.

## Diskografi

### Studioalbum
- 1980 – Crocodiles
- 1981 – Heaven Up Here
- 1983 – Porcupine
- 1984 – Ocean Rain
- 1987 – Echo & the Bunnymen
- 1990 – Reverberation
- 1997 – Evergreen med låten Altamont
- 1999 – What Are You Going to Do With Your Life?
- 2001 – Flowers
- 2005 – Siberia
- 2009 – The Fountain
- 2014 – Meteorites (med sången "Holy Moses")
- 2018 – The Stars, The Oceans & The Moon

### Livealbum
- 1992 – BBC Radio 1 Live in Concert
- 2002 – Live in Liverpool
- 2006 – Instant Live: Fillmore – San Francisco, CA, 12/5/05
- 2006 – Instant Live: House of Blues – West Hollywood, CA, 12/6/05
- 2006 – Instant Live: House of Blues – Anaheim, CA, 12/7/05
- 2006 – Instant Live: House of Blues – San Diego, CA, 12/9/05
- 2006 – Me, I'm all Smiles
- 2008 – Breaking the Back of Love
- 2009 – Ocean Rain Live 2008
- 2011 – Do It Clean

### Samlingsalbum
- 1985 – Songs to Learn & Sing
- 1993 – The Cutter
- 1997 – Ballyhoo
- 2001 – Crystal Days: 1979–1999
- 2005 – Seven Seas
- 2006 – More Songs to Learn and Sing
- 2007 – Killing Moon: The Best of Echo & the Bunnymen
- 2007 – B-sides & Live
- 2008 – The Works (3-CD box)

### EP
- 1981 – Shine So Hard
- 1984 – The Sound of Echo
- 1984 – Life at Brian's – Lean and Hungry
- 1988 – The Peel Sessions
- 1988 – New Live and Rare
- 1997 – World Tour E.P.
- 2000 – Avalanche
- 2009 – Live from Glasgow

### Singlar
(topp 40 på UK Singles Chart)
- 1981 - "Crocodiles" (#37)
- 1982 – "The Back of Love" (#19)
- 1983 – "The Cutter" (#8)
- 1983 – "Never Stop" (#15)
- 1984 – "The Killing Moon" (#9)
- 1984 – "Silver" (#30)
- 1984 – "Seven Seas" (#16)
- 1985 – "Bring on the Dancing Horses" (#21)
- 1987 – "The Game" (#28)
- 1987 – "Lips Like Sugar" (#36)
- 1987 – "People Are Strange" (#29)
- 1997 – "Nothing Lasts Forever" (#8)
- 1997 – "I Want to Be There (When You Come)" (#30)
- 1999 – "Rust (#22)
- 2001 – "It's Alright" (#41)